# Elkhart (Indiana)
Elkhart – miasto (city) w hrabstwie Elkhart, w północnej części stanu Indiana, w Stanach Zjednoczonych, położone nad ujściem rzeki Elkhart do St. Joseph.

## Historia
Miasto rozplanowane zostało w 1832 roku, a w 1858 roku nastąpiło formalne założenie miejscowości. W 1875 roku uzyskała ona prawa miejskie.
Nazwa Elkhart, pochodząca od słów elk's heart (z ang. „serce wapiti”), nawiązuje do kształtu wyspy u zbiegu rzek, gdzie zlokalizowane jest miasto (zwali ją tak w lokalnym języku Indianie Potawatomi).

## Demografia
Miasto zamieszkane jest przez znaczną społeczność Amiszów i Mennonitów.W 2013 roku miasto liczyło 51 265 mieszkańców. W 2023 roku liczba mieszkańców wzrosła do 53 484 osób, a gęstość zaludnienia przekroczyła 881 osób/km².

## Gospodarka
W mieście rozwinął się przemysł maszynowy, elektronicznym oraz farmaceutyczny. Ponadto w mieście produkuje się instrumenty muzyczne.

## Urodzeni w Elkhart
- Andrea Drews – amerykańska siatkarka
- Robert J. Martin – działacz religijny
- Lindsay Mintenko – amerykańska pływaczka

## Miasta partnerskie
- Burton upon Trent
- Kyrdżali
- Tongxiang